# Станіслав Плева
Станіслав Плева (пол. Stanisław Plewa; 9 січня 1925, Волковиськ —28 квітня 2006, Краків) — геофізик, професор професор Гірничо-металургійної академії імені Станіслава Сташиця в Кракові.
Диплом середньої школи здобув у 1946 р. в м. Тарнів.
У 1946 році Станіслав Плева почав свої дослідження в області геофізики на гірничому факультеті Гірничо-металургійної академії імені Станіслава Сташиця. Дисертація на тему: «Радіометрія і електрометрія буріння серії вугленосних пластів Верхньосілезького басейну», яку захистив в 1962 році, принесла йому ступінь доктора технічних наук.
Все життя Станіслава Плева пов'язане з AGH. Він читав лекції і семінари на курсах магістратури, докторантури та аспірантури, займав керівні посади, зокрема, декана факультету.